# Тени (фотография)

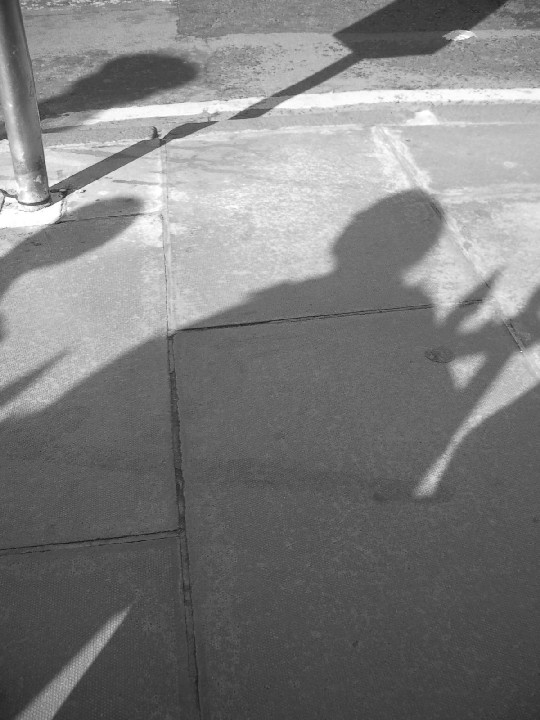
Тень

Те́ни — элемент светоте́ни — неосвещённые или слабо освещённые участки объекта. Тени на неосвещённой стороне объекта называются собственными, а отбрасываемые объектом на другие поверхности — падающими.
В обработке изображений тенями также называются наиболее темные участки кадра (не обязательно совпадают с тенями, отбрасываемыми источником света). Тени требуют повышенного внимания, если есть желание сохранить в них детали. В этом случае при подготовке к печати повышают контрастность черного канала в тенях.
Для получения более резких теней применяют открытую диафрагму в сочетании с короткой выдержкой. Напротив, закрытая диафрагма с длинной выдержкой позволяет получить размытые границы света и тени.